# 한국문화인류학회
한국문화인류학회는 올바른 문화정책의 개발과 대안 제시 및 한국문화에 대한 이해 심화를 위한 각종 학술활동 개최를 목적으로 표방하여 2005년 3월 7일 대한민국 문화체육관광부 소관의 사단법인으로 등록했다. 주소는 서울특별시 관악구 관악로 1, 16동 444호 (신림동, 서울대학교)이다.

## 주요 사업
- 학술연구 및 연구발표회 개최
- 문화정책 개발 및 제안
- 국내외 관계 학회와의 교류